# Jéberos
Los jeberos son un pueblo indígena de América del Sur que habitan una zona reducida de la amazonía peruana correspondiente a los ríos Aipena y Rumiyacu. Ellos mismos se autodenominan shiwilu.

## Historia
Durante el siglo XVII los jeberos o shiwilus se encontraban dispersos entre los ríos Marañón, Shillay, Paranapura y Huallaga. Hacia 1638 se pusieron bajo protección de los jesuitas, fundando una reducción denominada Limpia Concepción de Xéberos.
Hacia 1643 los jeberos huyeron de la reducción y luego de un año, un grupo volvió a ser llevado a Concepción. Posterior a esto se fundaron tres anexos de la misión, hasta 1656, año en el que se desató una epidemia que redujo notablemente la población. Luego en 1690, son reagrupados en la misión llamada Concepción de María. 
A partir de la época republicana esta etnia ha perdido progresivamente su idioma, sin embargo a partir de los años 1970 han evidenciado una fase de reconstrucción de su identidad, constituyendo la federación indígena jebera.